# Пещера Святого Духа
Пещера Святого Духа (исп. La Gruta del Espíritu Santo), Коринтская пещера — памятник наскальной живописи, находящийся в двух километрах к северу от Коринто в Морасане, Сальвадор.
Пещера расположена в лесу и представляет собой полость в туфе размерами примерно 60 на 20 метров и 30 метров в высоту. Рисунков в пещере около двухсот, среди цветов преобладают красный и жёлтый. Изображения человеческих фигур достигают 100 сантиметров в высоту, тогда как другие символы имеют размеры от 4 до 50 сантиметров. Часть рисунков скрывают известковые натёки. Точная датировка изображений не производилась.
Поблизости с юга на север проходит старая испанская дорога — две глубокие колеи в туфе.